# آبشار قلعه دختر
آبشار قلعه دختر در شهرستان آمل و در بخش لاریجان قرار دارد. هنگامی که از گردنه امامزاده هاشم به سمت پلور سرازیر می‌شویم، درست بعد از اولین پل و در نزدیکی تأسیسات تونل امامزاده هاشم، آبشاری بر روی صخره‌های غرب جاده به نام آبشار دائمی قلعه دختر دیده می‌شود که برای کوهنوردان، ابتدای مسیر شرقی صعود به قله گل زرد به حساب می‌آید. چشمه زیبای قلعه دختر نیز در مجاورت آبشار واقع است. زیبایی این آبشار مسافران بسیاری را به توقف و استراحت در کنار آن مجبور می‌کند و همچنین آب این آبشار معدنی بوده و هر ساله گردشگران زیادی برای دیدن این آبشار در جاده هراز متوقف می‌شوند.